# R. G. D. Allen
Sir Roy George Douglas Allen, CBE, FBA (3 de junho de 1906 - 29 de setembro de 1983) foi um economista, matemático e estatístico inglês, também membro do International Statistical Institute.

## Vida
Allen nasceu em Worcester e estudou na Royal Grammar School Worcester, da qual ganhou uma bolsa de estudos para o Sidney Sussex College, Cambridge. Ele ganhou uma honras de primeira classe em matemática, ficando no topo de seu ano como o Sênior Wrangler.
Tornou-se professor da London School of Economics (LSE), mais tarde tornando-se professor de estatística. Ele escreveu muitos artigos e livros sobre economia matemática, incluindo o famoso artigo sobre A Reconsideration of the Theory of Value publicado em Economics em 1934 com Sir John Hicks. Outros livros incluem: Mathematical Analysis for Economists (1938), Statistics for Economists (1949), Mathematical Economics (1956), e Macroeconomic Theory (1967).
Allen foi nomeado cavaleiro em 1966 por seus serviços à economia e tornou-se presidente da Royal Statistical Society, que lhe concedeu a Medalha de Ouro em 1978. Ele também foi tesoureiro da Academia Britânica da qual era membro (FBA).
Ele introduziu o conceito de "elasticidade parcial de substituição" à economia em seu famoso livro de 1938 "Análise Matemática para Economistas".
Allen tornou-se membro de Sidney Sussex, Cambridge e morreu em 1983. Ele teve um filho Jeremy, que foi co-fundador da consultoria International Planning and Research e um neto Dion aka Neon.

## Publicações (seleção)
- "The Nature of Indifference Curves", 1934, RES.
- "The Concept of the Arc Elasticity of Demand", 1934, RES
- "A Reconsideration of the Theory of Value", 1934, Economica, Part II 1(2), pp. 196-219. (Part I by J.R. Hicks)
- Family Expenditure with A.L. Bowley, 1935.
- Mathematical Analysis for Economists, 1938. links.  J.R. Hicks  e Carl F. Christ.
- "The Supply of Engineering Labor under Boom Conditions", com B. Thomas, 1939, Economic Journal.
- Statistics for Economists, 1949. Review by Wilhelm Winkler (alemão).
- "Index Numbers of Retail Prices, 1938-51", 1952, Applied Statistics.
- Mathematical Economics, 1956. Review fragments by Oskar Morgenstern, C.F. Carter, e Carl F. Christ.
- Macroeconomic Theory, 1967.
- "On Official Statistics and Official Statisticians", 1970, J of Royal Statistical Society.
- Index Numbers in Theory and Practice, 1975.
- Introduction to National Accounts Statistics, 1980.